# Premier Inn
Premier Inn ist eine Hotelmarke aus Großbritannien mit Sitz in Dunstable und ein Tochterunternehmen des traditionsreichen britischen Hospitality-Unternehmen Whitbread PLC. Mit über 800 Hotels und 80.000 Zimmern ist das Unternehmen führender Hotelbetreiber in Großbritannien 2018/2019 zählte das Unternehmen weltweit etwa 35.000 Mitarbeiter (inklusive Restaurants).

## Geschichte

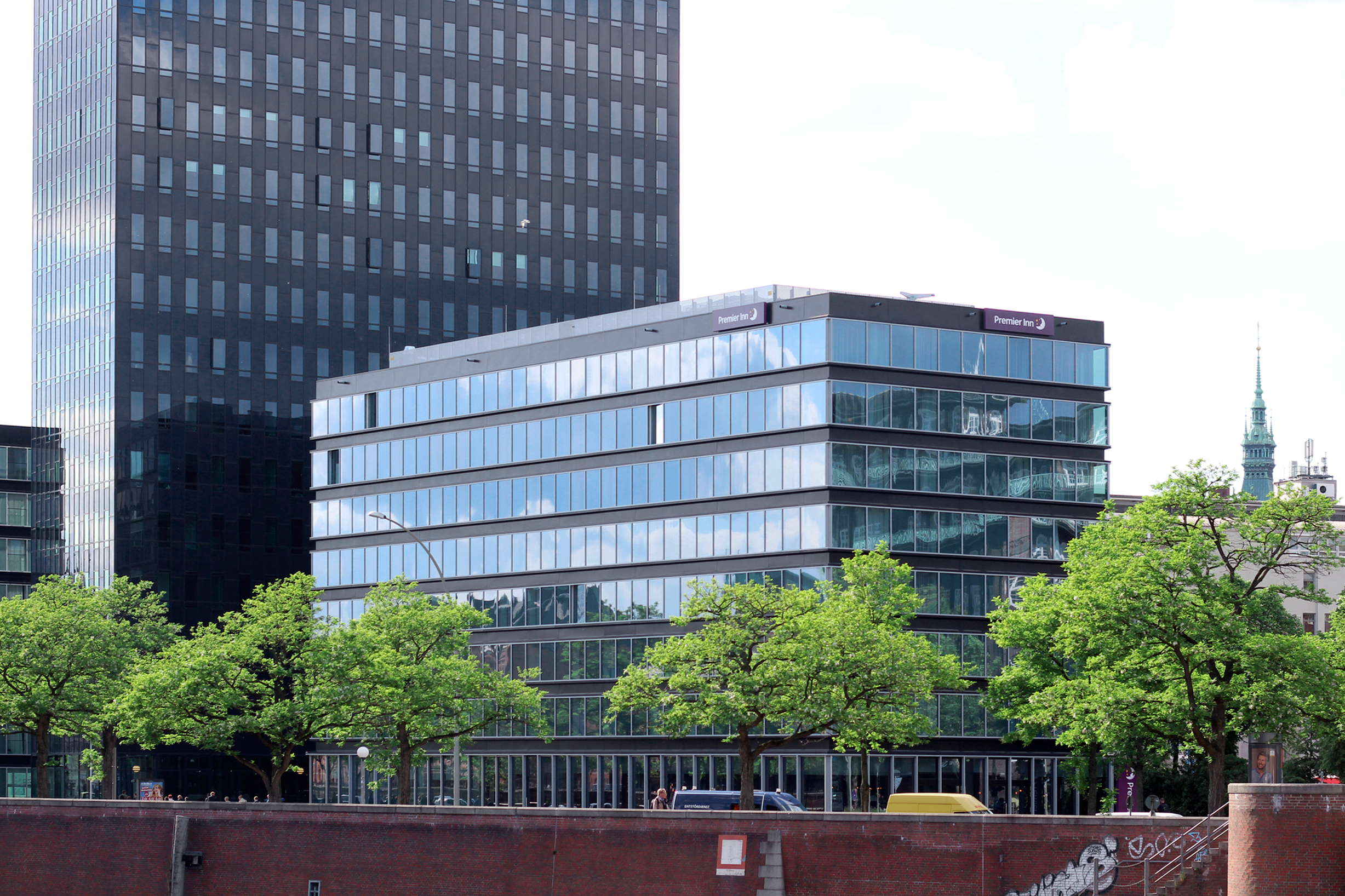
Das Premier Inn Hamburg City an der Speicherstadt

Die Hotelkette wurde 1987 vom Konzern Whitbread gegründet und firmierte zunächst unter dem Namen Travel Inn. Nach der Übernahme von Premierlodge im Jahr 2004 wurden die Hotels erst in Premier Travel Inn und bald darauf in Premier Inn umbenannt.

## Geschäftsgebiet
Das Unternehmen ist in folgenden Ländern vertreten: Vereinigtes Königreich, Irland, Deutschland (seit 2016) und seit 2019 als Tochtergesellschaft Mena Premier Inn in den Vereinigte Arabische Emiraten.

## Angebot
Die Häuser befinden sich häufig in Innenstädten, jedoch gelegentlich auch auf dem Land, in Gewerbegebieten oder bei Flughäfen und sprechen Urlaubs- wie auch Geschäftsreisende an. Die Zimmer haben einen recht einheitlichen Standard mit Doppelbett und eigenem Bad und orientieren sich im Premium-Economy-Segment etwa am Drei-Sterne-Bereich. Die Preisstruktur differenziert zwischen Wochentagen und Wochenenden und basiert auf einem dynamischen Preismodell.

## Premier Inn in Deutschland
Das erste Premier Inn in Deutschland wurde 2016 in Frankfurt am Main als „Premier Inn Frankfurt Messe“ (Europaallee/Messeviertel) mit 210 Zimmern eröffnet, im Februar 2019 folgte das „Premier Inn Hamburg City“ (Zentrum / auf dem ehemaligen Spiegel-Gelände) mit 182 Zimmern. Im Herbst 2019 wurde das erste von zwei weiteren Hotels in München eröffnet, das „Premier Inn München City Schwabing“ (im Stadtteil Schwabing-Freimann) mit 197 Zimmern. 2020 folgte das „Premier Inn München City“ (Zentrum).

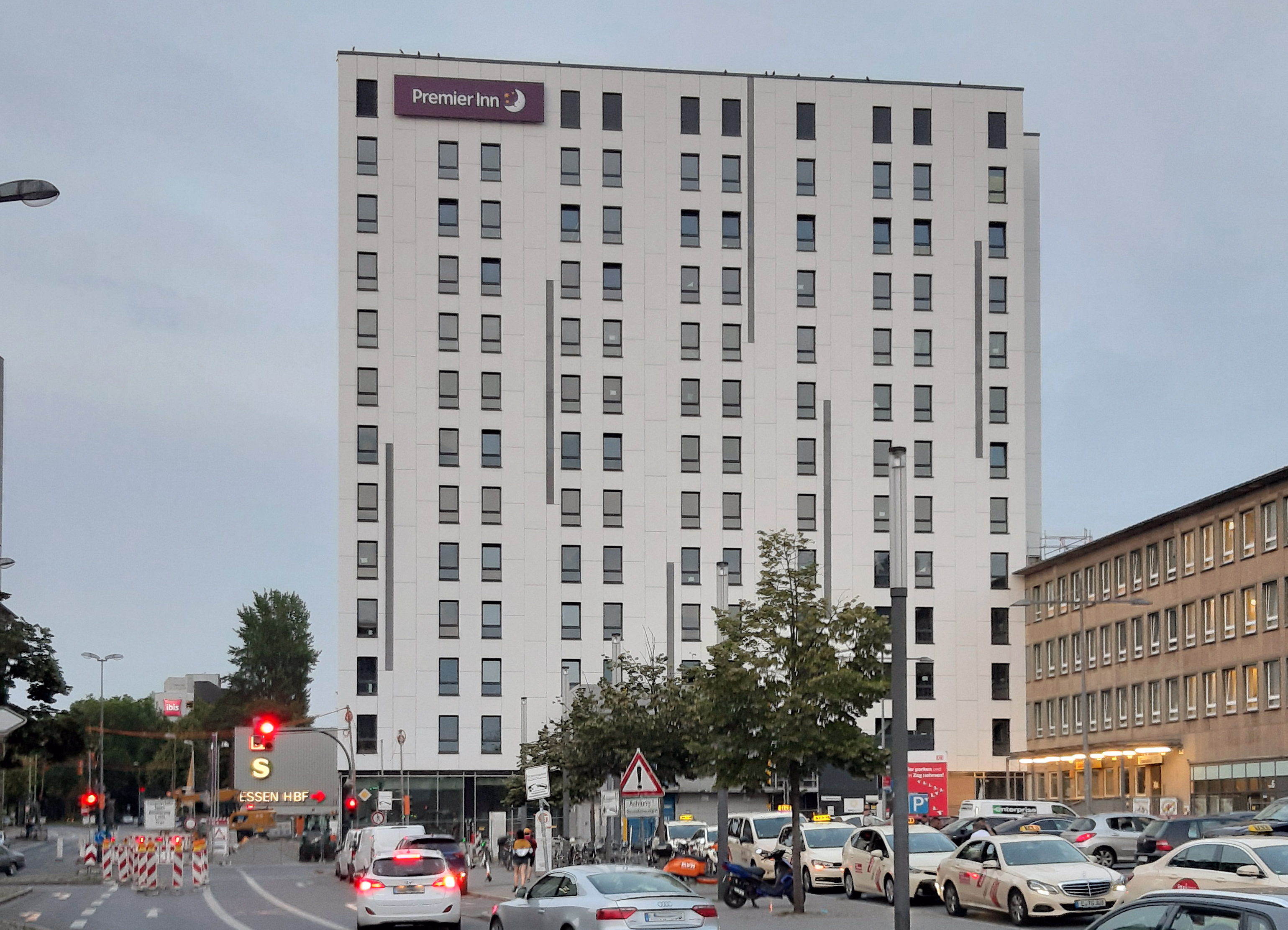
Premier Inn Hotel, Essen Hbf

Anfang 2020 hat Premier Inn die Übernahme eines Portfolios von 13 Hotels in ganz Deutschland vollzogen. Die Hotels eröffneten nach einer stufenweisen Umbauphase zwischen dem 2. und 3. Quartal desselben Jahres. Ebenfalls 2020 eröffnete eine weitere Filiale der Hotelkette in Hamburg, das „Premier Inn Hamburg Sankt Pauli“ mit 219 Zimmern.
Am 9. Oktober 2020 eröffnete ein Hotel in Stuttgart im Stadtteil Feuerbach, unmittelbar an der U-Haltestelle Sieglestraße, kurz darauf öffnete ein Hotel in Leipzig und am 6. November folgte das mittlerweile 20. Hotel der Kette in Deutschland, direkt am Essener Hauptbahnhof.
Als Arbeitgeber veranstaltet Premier Inn zur Mitarbeitersuche in Deutschland sogenannte „Recruiting Events“ und ergänzt diese durch Kooperationen mit Flüchtlings-Initiativen. Gemeinsam mit dem Mutterkonzern verpflichtet sich das Unternehmen im „Modern Slavery Statement“ zur Verhinderung von Sklaverei und Menschenhandel.
Sitz der Premier Inn GmbH ist in Frankfurt am Main.